# Kenilworth (powieść)
Kenilworth – powieść szkockiego pisarza Waltera Scotta. Po raz pierwszy opublikowana 8 stycznia 1821.
Akcja rozgrywa się w XVI-wiecznej Anglii rządzonej przez protestantkę Elżbietę I. Historia rozpoczyna się w popularnej karczmie w niewielkim miasteczku Cumnor Place, do której przybywa kornwalijski szlachcic Tressilian, poszukujący swojej byłej narzeczonej, Amelii Robsart. Dziewczyna zakochuje się w hrabim Leicesterze i by nie zdradzić z nim związku ucieka z domu. Kochankowie wychodzą za siebie potajemnie. Nieświadomy Tressilian chce ją sprowadzić z powrotem do domu, gdzie czeka na nią schorowany ojciec. Postanawia prosić o pomoc królową.